# Минерал (округ, Невада)
Минерал (англ. Mineral County) — округ, расположенный в штате Невада (англ. Nevada), образованный в 1911 году выделением из территории округа Эсмералда после переноса столицы последнего в город Голдфилд. Своё название округ получил из-за обильного присутствия различных минералов на своей территории. Административный центр округа — город Хоторн (англ. Hawthorne).

## География
По данным Бюро переписи населения США округ Минерал имеет общую площадь в 3.813 квадратных миль (9.876 квадратных километров), из которых 9.729 км² занимает земля и 146 км² — вода (1,48 % от общей площади).

### Заповедники и национальные парки
- Национальный парк Иньо (часть)
- Национальный заповедник Гумбольдт-Тойабе (часть)

### Прочие примечательные объекты
- Озеро Уолкер
- Хоторнский склад боеприпасов (англ. Hawthorne Army Depot), один из крупнейших в мире[1].

### Соседние округа
- Лайон — северо-запад
- Черчилл — север
- Най — северо-восток
- Эсмералда — юго-запад
- Моно — юго-восток

## Демография
По данным переписи населения 2000 года в округе Минерал проживало 5.071 человек, 1.379 семей, насчитывалось 2.197 домашних хозяйств и 2.866 единицы сданного жилья. Средняя плотность
населения составляла около 0,48 человека на один квадратный километр. Расовый состав округа по
данным переписи распределился следующим образом: 73,89 % белых, 4,77 % афроамериканцев, 15,36 % коренных американцев, 0,81 % азиатов, 0,10 % выходцев с тихоокеанских островов, 2,39 %
смешанных рас и 2,68 % — других народностей. 8,44 % населения составляли выходцы из
Испании или стран Латинской Америки.
25,40 % от всего числа зарегистрированных семей имели детей в возрасте до 18 лет, проживающих
вместе с родителями, 45,20 % представляли собой супружеские пары, живущие вместе, в 11,50 %
семей женщины проживали без мужей, а 37,20 % семей не являлись семьями как таковыми. 31,60 %
всех зарегистрированных домашних хозяйств представляли одиночки, при этом 15,10 % составили
одиночки старше 65 лет. Средний размер домашнего хозяйства составил 2,26 человека, средний
размер семьи — 2,78 человека.
Население округа по возрастному диапазону по данным переписи 2000 года распределилось следующим образом: 24,40 % — жители младше 18 лет, 6,20 % — между 18 и 24 годами, 22,50 % — от
25 до 44 лет, 27,10 % — от 45 до 64 лет, 19,80 % — старше 65 лет. Средний возраст жителей
округа при этом составил 43 года. На каждые 100 женщин приходилось 101,60 мужчин, при этом на
каждых сто женщин 18 лет и старше приходилось 98,30 мужчин также старше 18 лет.
Средний доход на одно домашнее хозяйство в округе составил 32.891 доллар США, а
средней доход на одну семью в округе — 39.477 долларов США. При этом мужчины имели средний доход 31.929 долларов США в год против 25.262 долларов США среднегодового дохода у женщин.
Доход на душу населения в округе составил 16.952 доллара США в год. 11,00 % от всего числа
семей в округе и 15,20 % от всей численности населения находилось на момент переписи населения
за чертой бедности, при этом 17,70 % из них были моложе 18 лет и 10,70 % — в возрасте 65 лет и
старше.